# Pericopa Vayehi
Pericopa Vayehí (în ebraică:פרשת וַיְחִי) este pericopa a-12-a și ultima din Cartea Genezei (Bereshit) citită de evrei vreme de o săptămână în sinagogă în cadrul ciclului anual de lectură a Cărților lui Moise (Tora). 
Ea începe cu versetul 28 din capitolul 47 și se încheie cu ultimele pasaje din carte, până la versetul 26 din capitolul 50.  
Pericopa tratează ultimele zile ale patriarhului Iacob (Israel) în Egipt, binecuvantările pe care le-a adresat copiilor săi și copiilor lui Iosif, moartea lui Iacob și îngroparea lui în Peștera Macpela (Makhpelá) La capătul pericopei se povestește despre moartea lui Iosif. 
Sâmbăta în care se citește pericopa, se termină lectura Cărții Genezei, la capătul căreia evreii așkenazi obișnuiesc să exclame urarea:Hazak,hazak venithazek! (Puternici, puternici,și să fim tari).
Săptămâna pericopei Vayehi cade în calendarul ebraic între datele 11 Tevet și 18 Tevet.

## Conținut
Binecuvântările lui Iacob:

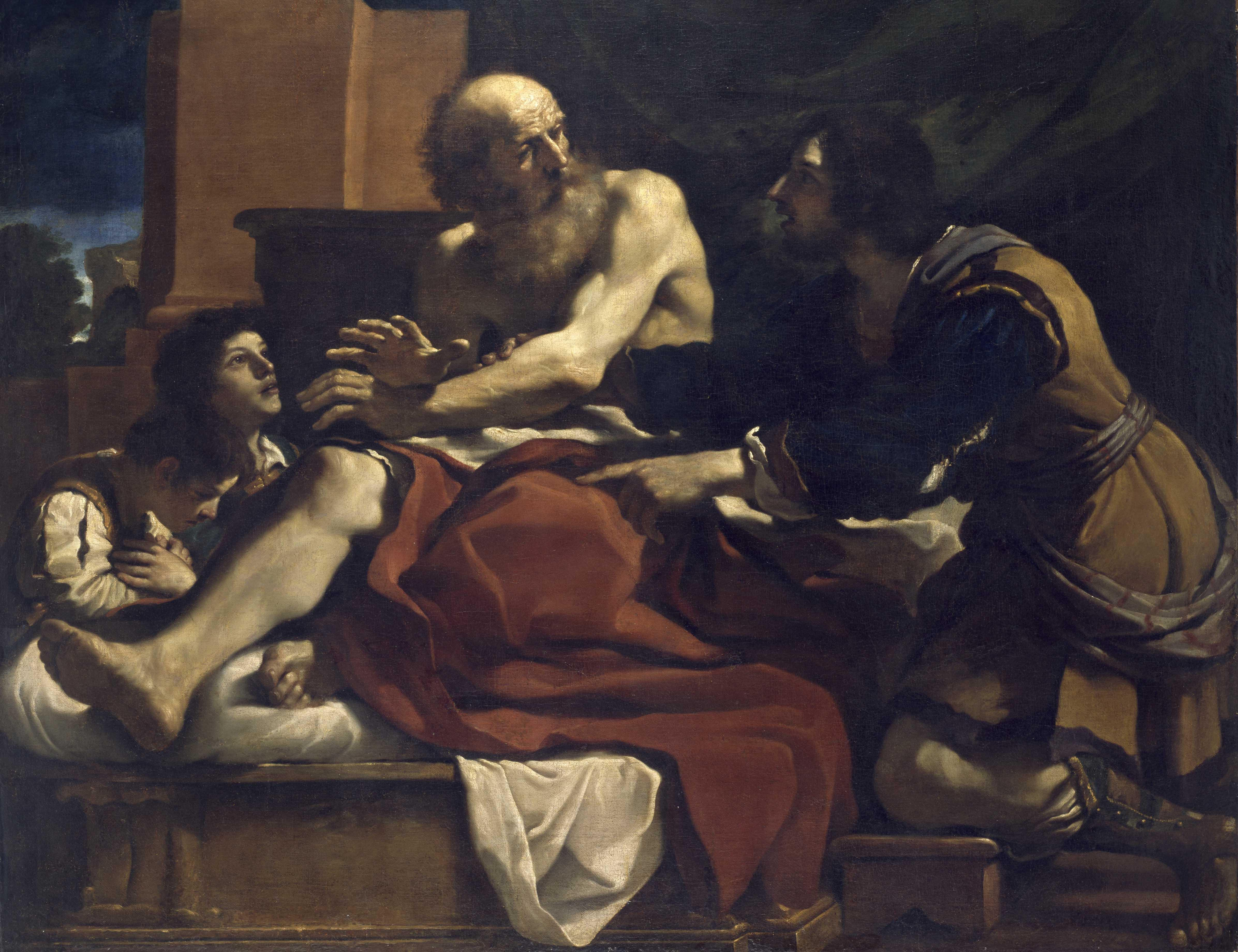
Iacob cu Efraim și Manase,pictură de Guercino din 1666

- Iacob insistă în fața lui Iosif că dorește sa fie înmormântat în Canaan, alături de părinții și bunicii săi, își cere iertare pentru că a îngropat-o lângă drum pe Rahela, mama lui Iosif, îi binecuvântează pe Iosif și pe urmașii săi, precizează că acești nepoți vor fi la egalitate cu fiii săi, ceea ce are drept urmare scindarea tribului lui Iosif în două triburi.
- Iacov stabilește binecuvântarea „Dumnezeu să vă facă ca pe Efraim și pe Manase” și astfel preferă pe cei mai tineri celor mai vârstnici
- Înainte de a muri, Iacob își binecuvântează fiii și îi mustră pe Ruben, Simion și Levi.

Înmormântarea lui Iacob:
- Trupul lui Iacob este îmbălsămat și îngropat în Peștera Macpela.
- După moartea tatălui lor, frații lui Iosif s-au temut de răzbunarea acestuia, dar Iosif le-a făgăduit că le va purta de grijă lor si copiilor lor, pe veci.

Sfârșitul vieții lui Iosif
- Iosif moare la vârsta de 110 ani, după ce i-a pus pe frații săi să jure că urmașii lor vor lua cu ei trupul său, când vor părăsi Egiptul

## În liturgia mozaică

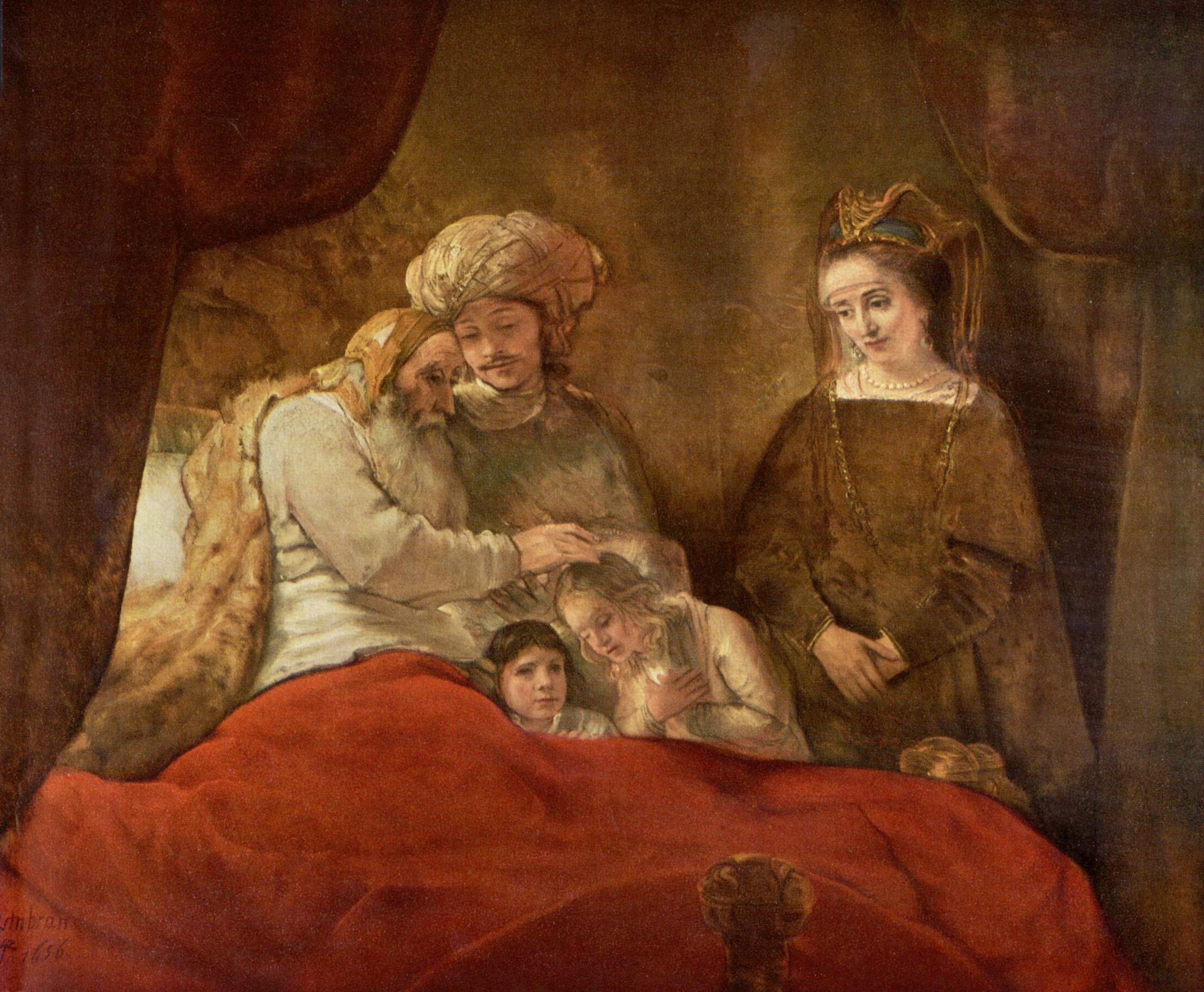
Iacob binecuvântând pe Efraim și pe Manase, pictură de Rembrandt

Pericopa este împărțită în sapte secții - Aliyot, care se citesc fiecare succesiv în altă zi a săptămânii, parcurgându-se textul ei întreg într-o săptămână.
- Duminica, se citesc versetele (pesukim) de la 47:28 la 48:9
- Lunea, se citesc versetele de la 48:10 la 48:16
- Marțea, se citesc versetele de la 48:17 la 48:22
- Miercurea, se citesc versetele de la 49:1 la 49:18
- Joia, se citesc versetele de la 49:19 la  49:26
- Vinerea, se citesc from 49:27 to 50:20
- Sâmbăta, se citesc versetele de la 50:21 la 50:26
- Lunea și Joia, in rugăciunile de dimineață se citesc pasaje din pericopa săptămânii
- Sâmbăta, după textul săptămânal se adaugă un pasaj - haftara - din Cartea Samuel I  și Cartea I a Regilor  2:1-12

## Haftara
Haftara corespunzătoare acestei pericope este Regi I 2,1-12

## Comandamente
După Mishne Tora de Maimonide și după Sefer Hahinukh, în această pericopă nu sunt porunci religioase.